# Sony Music Latin
Sony Music Entertainment US Latin LLC, também conhecida como Sony Music Latin (SML), é uma gravadora, divisão e propriedade da Sony Music Entertainment. A gravadora concentra-se em artistas e música da América Latina e reúne diversos selos discográficos da região.

## Gravadoras distribuídas pela Sony Music Latin
- Pina Records
- Premium Latin Music
- DEL Records
- Hand Shake Entertainment
- Top Stop Music
- Anval Music
- Bad Sin

## Lista de artistas da Sony Music Latin
Esta é uma lista de artistas que atualmente fazem parte do catálogo da Sony Music Latin.
- A Band of Bitches
- Aleks Syntek
- Ana Gabriel
- Angelical
- Diego Olivera
- Bomba Estéreo
- Calle 13
- Carlos Vives
- Charlie Zaa
- Chayanne
- ChocQuibTown
- CNCO
- Cristian Castro
- DJ Happy Colors
- Draco Rosa
- Diana Fuentes
- Diego Boneta
- Diego Torres
- Dyland & Lenny
- Edgard Hernandez
- Ednita Nazario
- Enrique Iglesias
- F.A.N.S.
- Fortuna La Super F
- Franco de Vita
- Farruko
- Gadiel
- Gerardo Ortiz
- Gilberto Santa Rosa
- Gloria Estefan
- Ha*Ash
- Illya Kuryaki and the Valderramas
- Il Volo
- Julieta Venegas
- Kany Garcia
- Lali
- Lapiz Conciente
- Leslie Grace
- Lila Downs
- Limi-T 21
- Luis Coronel
- Maluma
- Marc Anthony
- Michel Teló
- Natalia Jimenez
- Natalia Lafourcade
- Nicky Jam
- OV7
- Pedro Capo
- Pee Wee
- Pizá
- Prince Royce
- Raquel Sofía
- Reik
- Ricardo Montaner
- Ricky Martin
- Río Roma
- Romeo Santos
- Samo
- Sasha, Benny y Erik
- Shakira
- Sonus
- Thalía
- TINI
- Victor Manuelle
- Wisin
- Yandel
- Yuri 2016